# Ármin Vámbéry
Ármin Vámbéry (maďarsky Vámbéry Ármin, německy Hermann Vámbéry, latinsky Arminius Vámbéry, narozen jako Hermann Wamberger 19. března 1832 ve Svatém Juru, v Rakouském císařství, zemřel 15. září 1913 v Budapešti, v Rakousko-Uhersku) byl uherský orientalista, jazykovědec a cestovatel, člen Maďarské akademie věd.
Pocházel z rodiny chudých ortodoxních židů a v průběhu svého života několikrát konvertoval z židovství k islámu a naopak. Procestoval Střední Asii a účastnil se tzv. Velké hry jako britský špion. Byl zastáncem teorie turkického původu maďarštiny.

## Galerie

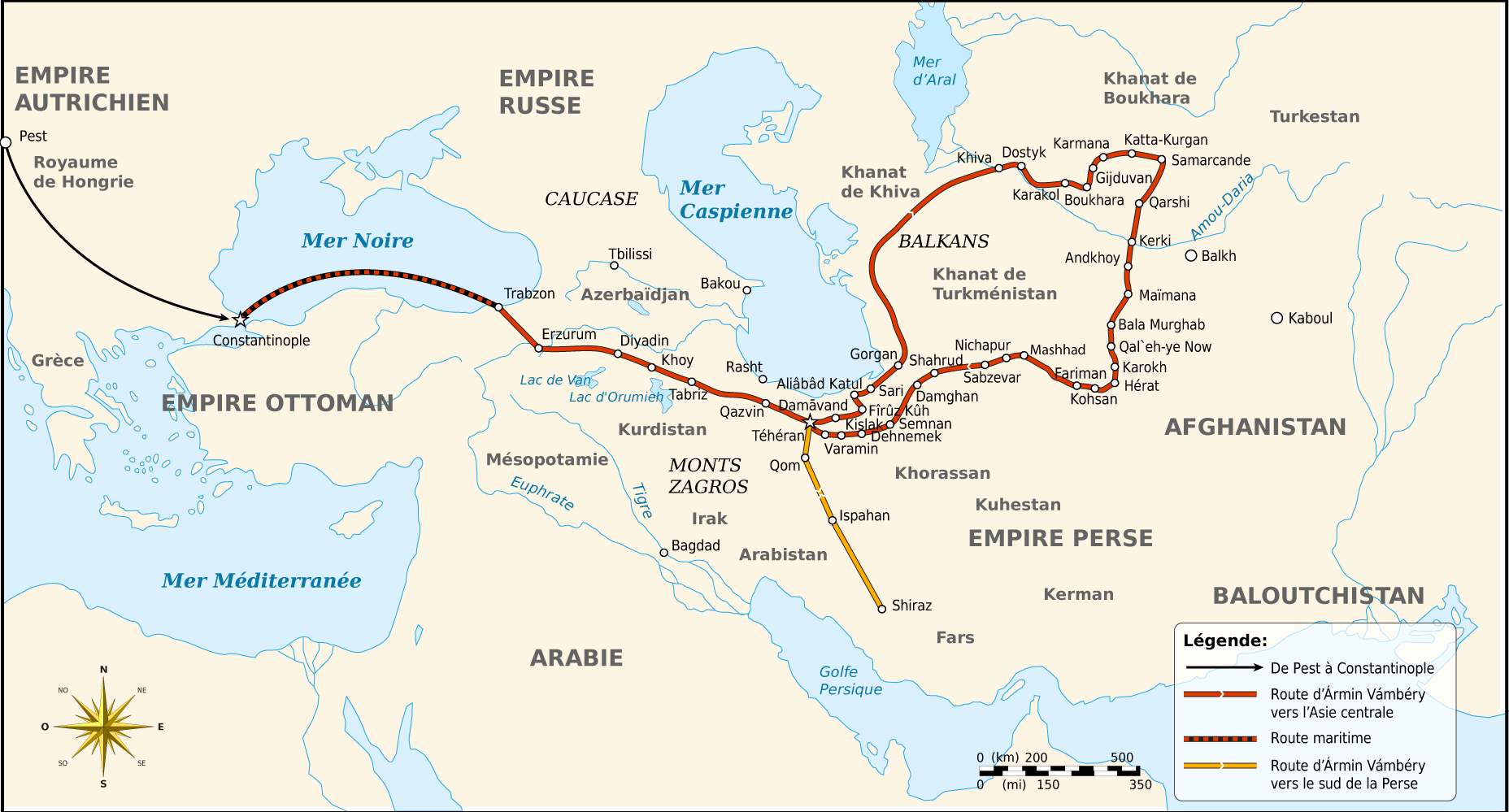
Mapa cest Ármina Vámbéryho ve Střední Asii
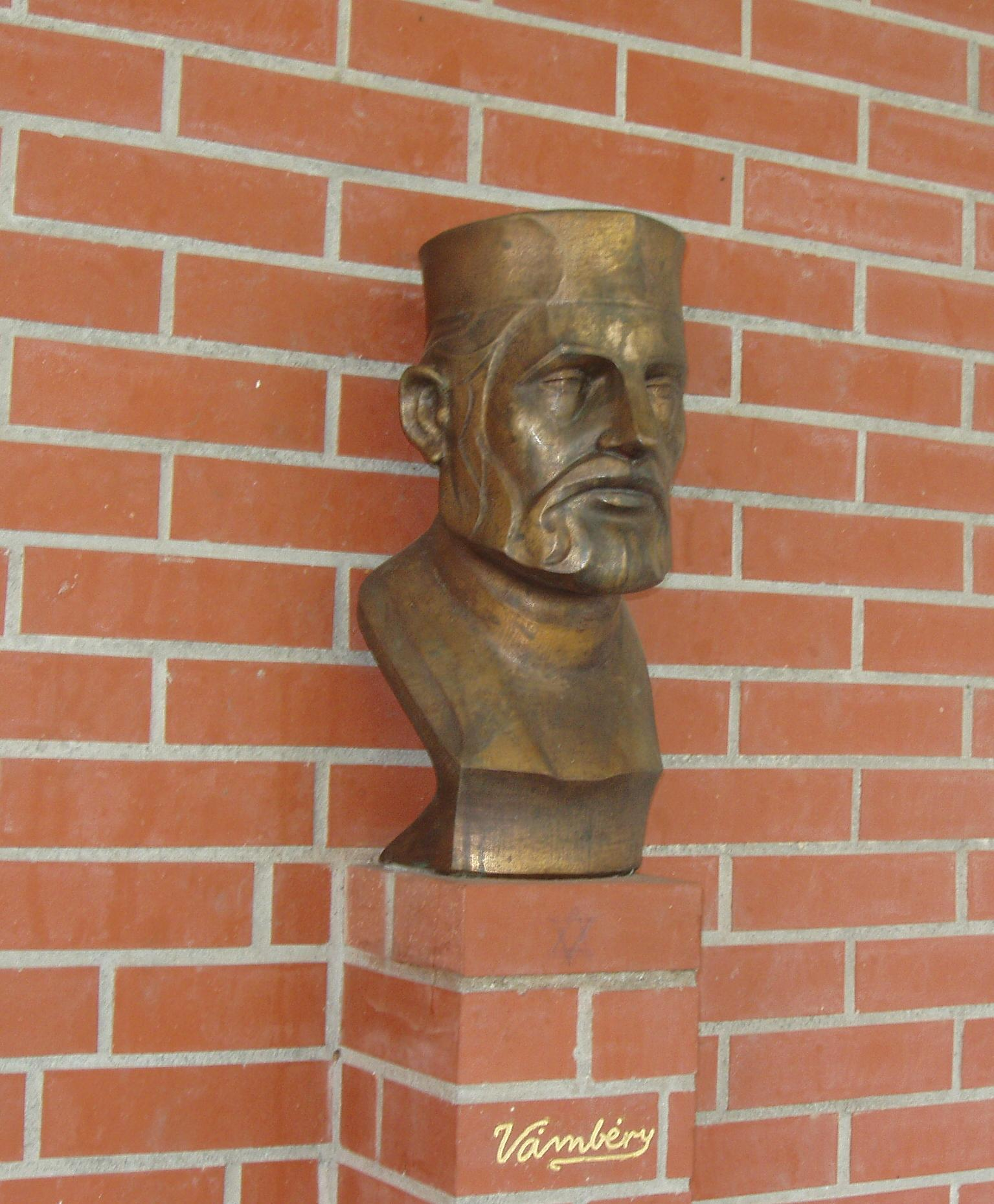
Busta Ármina Vámbéryho v Dunajské Stredě
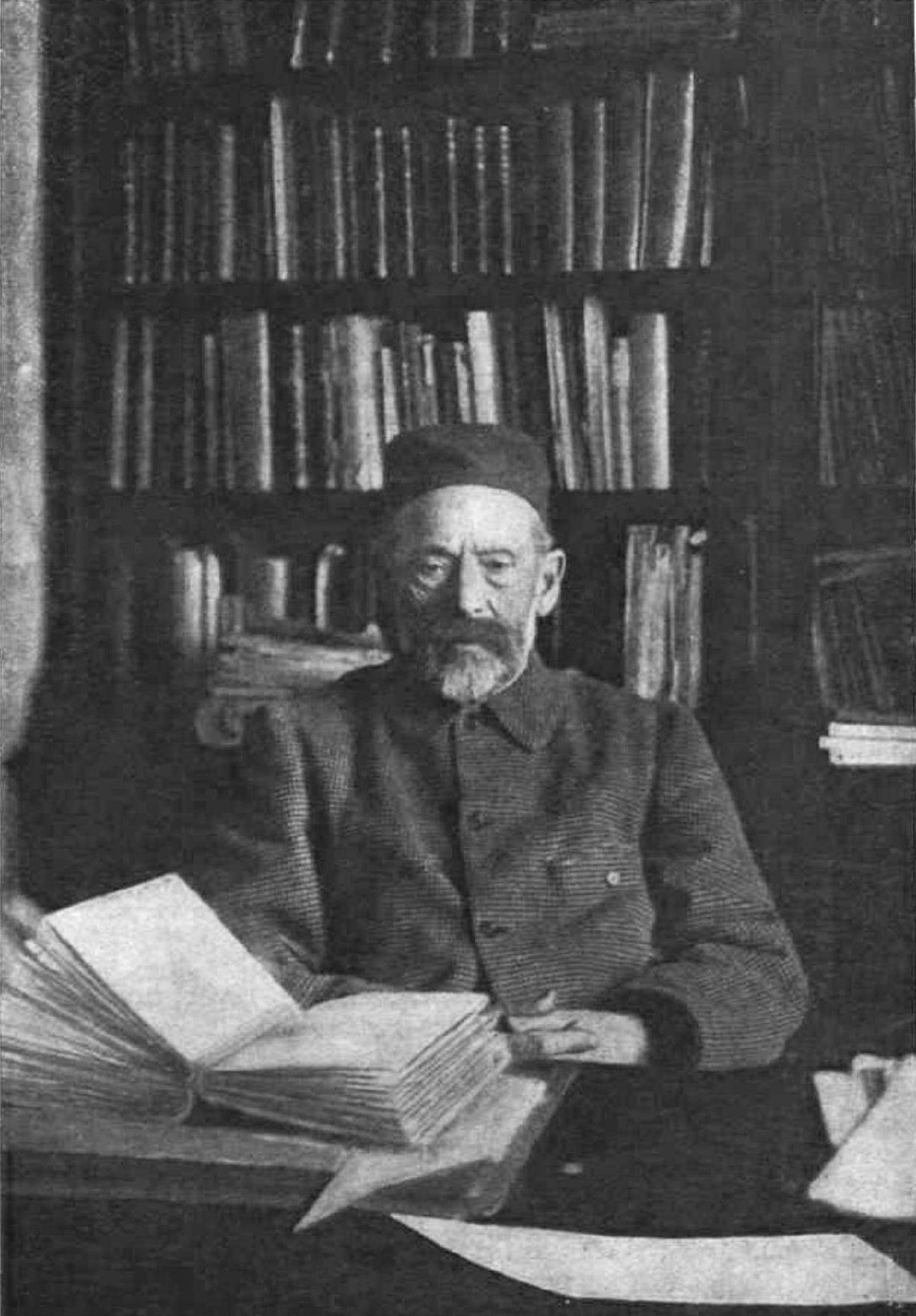
Ármin Vámbéry v roce 1905